# Partido judicial de Ribeira
El Partido judicial de Ribeira es uno de los 45 partidos judiciales en los que se divide la Comunidad Autónoma de Galicia, siendo el partido judicial n.º 10 de la provincia de La Coruña.
Comprende las localidades de Boiro, Puebla del Caramiñal y Ribeira.
La cabeza de partido y por tanto sede de las instituciones judiciales es Ribeira. La dirección del partido se sitúa en la Calle del Barbanza de la localidad. Ribeira cuenta con tres Juzgados de Primera Instancia e Instrucción.